# Acta Mathematica
Acta Mathematica（アクタ・マセマティカ、邦訳誌名『数学輯報』）は、数学の全領域の研究を扱う査読付き学術誌。1882年にミッタク＝レフラーに創刊され、スウェーデン王立科学アカデミーの組織である数学研究機関ミッタク＝レフラー研究所により発行された。2006年からは シュプリンガー社から発行されている。Scimagojrによれば世界で2番目に影響力のある数学学術誌である。